# NGC 2969
NGC 2969 је спирална галаксија у сазвежђу Секстант која се налази на NGC листи објеката дубоког неба.
Деклинација објекта је - 8° 36' 12" а ректасцензија 9h 41m 54,5s. Привидна величина (магнитуда) објекта NGC 2969 износи 13,1 а фотографска магнитуда 13,8. NGC 2969 је још познат и под ознакама MCG -1-25-21, MK 1235, IRAS 09394-0822, PGC 27714.